# Mette Friberg
Mette Friberg, född 5 januari 1954, är en svensk journalist, TV-producent och chef för samhällsavdelningen på SVT Göteborg.
I februari 2016 fråntogs hon sin tjänst som programchef för Uppdrag Granskning på SVT, efter ett beslut av Ylva M Andersson. Händelsen ledde till stor medierapportering och flera SVT-profiler gick öppet ut och kritiserade beslutet.